# Franz-Josef Wolfframm
Franz-Josef „Jupp“ Wolfframm (* 22. Oktober 1934 in Krefeld; † 3. Juli 2015 in Rheinberg) war ein deutscher Fußballspieler. Der Offensivspieler absolvierte bei Fortuna Düsseldorf in der damals erstklassigen Fußball-Oberliga West von 1957 bis 1963 insgesamt 132 Ligaspiele, in denen er 56 Tore erzielte. Dreimal, und zwar in den Jahren 1957, 1958 und 1962, nahm der torgefährliche Angreifer mit der Fortuna an den Finalspielen im DFB-Pokal teil.

## Leben
Der aus der Landesliga Niederrhein von Preussen Krefeld gekommene „Jupp“ Wolfframm debütierte am 18. August 1957 bei einem 2:2-Auswärtsremis gegen den Wuppertaler SV, in der Oberliga West. Mit Heinz Janssen, Bernhard Steffen, Hans Neuschäfer und Ewald Nienhaus bildete er dabei auf Halblinks im damaligen WM-System den Angriff der Fortuna. Am Rundenende belegte sein neuer Verein unter Trainer Hermann Lindemann den 8. Rang und Wolfframm hatte in 26 Ligaeinsätzen fünf Tore erzielt. Da in dieser Zeitphase der DFB-Pokal im Jahreszeitrahmen ausgespielt wurde und Düsseldorf für das Halbfinale qualifiziert war, konnte der Neuzugang der Runde 1957/58 am 24. November und am 29. Dezember 1957 im Halbfinale wie im Endspiel um den DFB-Pokal teilnehmen. Das Halbfinale gewann Düsseldorf in Hannover mit 1:0 gegen den Hamburger SV, im Finale unterlag die Fortuna mit 0:1 dem FC Bayern München. In beiden Spielen lief Wolfframm als Halbrechts auf.
In seiner zweiten Düsseldorfer Saison, 1958/59, schoss er sich mit 25 Treffern auf den 2. Rang in der Oberliga West, hinter Gerhard Clement von Überraschungsmeister Westfalia Herne, welcher sich mit 28 Treffern die Torjägerkrone eroberte. Mit der Fortuna belegte er punktgleich mit Vizemeister 1. FC Köln den 3. Rang, wobei Düsseldorf mit 89 erzielten Toren die mit Abstand beste Offensive im Westen stellten. Der Angriff mit Steffen, Wolfframm, Janssen, Jupp Derwall und Dieter Wöske war sehr torgefährlich und mit das Beste, was die Oberliga West zu bieten hatte. Am 10. September 1958 setzte sich Düsseldorf auch in einem Testspiel für die Nationalmannschaft mit 2:1 gegen eine DFB-Auswahl von Bundestrainer Sepp Herberger durch; beide Treffer erzielte „Jupp“ Wolfframm, und das gegen eine Defensive mit Hans Tilkowski (Torhüter), Georg Stollenwerk, Erich Juskowiak, Jürgen Werner, Herbert Erhardt und Hermann Nuber. Im Pokal setzten sich Wolfframm und Kollegen zuerst im Westen am 7. Juni 1958 im Halbfinale gegen den sich gerade am 18. Mai mit 3:0 gegen den Hamburger SV zum deutschen Meister gekürten FC Schalke 04 mit 6:0 durch (3 Tore von Wolfframm) und gewannen auch am 27. Juni 1958 in Wuppertal das Finale mit 4:1 (1 Tor Wolfframm) gegen den 1. FC Köln und zogen damit in das Halbfinale des DFB-Pokal ein. Da setzte sich der West-Pokalsieger mit 2:1 gegen Tasmania 1900 Berlin durch und stand damit wie 1957 erneut im Endspiel um den DFB-Pokal des Jahres 1958. Das wurde aber am 16. November im Kasseler Auestadion vor 28.000 Zuschauern mit 3:4 nach Verlängerung gegen den VfB Stuttgart verloren. Wolfframm zeichnete sich dabei als zweifacher Torschütze aus.
Nach dieser sehr erfolgreichen Runde traf er 1959/60 in 28 Ligaeinsätzen wiederum 15 mal in das gegnerische Tor, zur Überraschung aller stieg Fortuna Düsseldorf aber mit 26:34 Punkten in die 2. Liga West ab. Unter Trainer Fritz Pliska erzielte er 1960/61 in der Zweitklassigkeit in 27 Spielen 14 Tore und war damit neben Hermann Straschitz (21 Tore) und Heinz Janssen (16 Tore) wesentlich an der sofortigen Oberliga-Rückkehr als Vizemeister der 2. Liga West beteiligt. In den letzten zwei Runden der alten erstklassigen Oberliga West, 1961/62 und 1962/63, konnte er mit der Fortuna sich nicht mehr am Rennen um die vorderen Plätze beteiligen. Mit einem 9. und 13. Rang beendete Düsseldorf die Ära der Oberliga West und verpasste damit die Nominierung zur neu geschaffenen Fußball-Bundesliga ab der Saison 1963/64. Im Pokal erreichte er 1962 mit einem 3:2-Erfolg im Halbfinale gegen Schalke 04, Wolfframm war der Siegtorschütze in der 72. Minute, zum dritten Mal das DFB-Pokalfinale. Am 29. August 1962 erzielte er in der 58. Minute die 1:0-Führung für Fortuna, der 1. FC Nürnberg setzte sich aber in Hannover mit 2:1 nach Verlängerung durch. Wolfframm ging mit Trainer Kuno Klötzer mit in die zweitklassige Regionalliga West und erzielte in elf Einsätzen fünf Tore. Durch einen Beinbruch am 10. Oktober 1963 erlitten, war diese Runde durch eine viermonatige Verletzungspause überlagert und aus beruflichen Gründen wechselte er zur Saison 1964/65 zum Ligarivalen Bayer 04 Leverkusen, wo er noch bis 1966 spielte und in 51 Regionalligaeinsätzen 10 Tore erzielte.
In 170 Spielen erzielte er 75 Treffer für Düsseldorf. Hiervon bestritt er 132 Spiele in der Oberliga West, in denen er 56 Tore schoss. Er kam auch zu 27 Spielen und 14 Toren für die Fortuna in der 2. Liga West und zu 11 Spielen und 5 Toren in der Saison 1963/64 in der Regionalliga West.
Wolfframm starb am 3. Juli 2015 im Alter von 80 Jahren.